# NGC 1881
NGC 1881 је расејано звездано јато у сазвежђу Златна риба које се налази на NGC листи објеката дубоког неба.
Деклинација објекта је - 69° 17' 54" а ректасцензија 5h 13m 36,0s. Привидна величина (магнитуда) објекта NGC 1881 износи 12,6. NGC 1881 је још познат и под ознакама ESO 56-SC86.